# Radar SK
Radar SK – amerykański radar okrętowy z czasów II wojny światowej przeznaczony dla dużych okrętów nawodnych, w tym lotniskowców, krążowników i niszczycieli, rzadziej na pancernikach. Na pokłady okrętów zaczął trafiać w 1943 roku, gdy otrzymał go między innymi lotniskowiec USS „Enterprise” (CV-6). Pod koniec wojny zaczął być zastępowany przez radary SK-2, które w większej liczbie zaczęły trafiać także na pancerniki. Na wyposażeniu większych jednostek często uzupełniany był także przez radar przeszukiwania przestrzeni SC.
SK był relatywnie dużym radarem o mocy wyjściowej 250 KW i zasięgu 162 mil morskich, pracującym na falach o długości 150 cm